# 長野電鐵2100系電力動車組
長野電鐵2100系電聯車（日语：／ Nagano Dentetsu 2100-kei densha）是日本長野縣的長野電鐵旗下特急列車「雪猴」號（スノーモンキー）所使用的直流電電聯車，主要行駛於長野線長野和湯田中之間。
2010年6月，長野電鐵宣布購入2列3輛編組、原本用於成田國際機場機場特快車「成田特快」的JR東日本253系電力動車組（原Ne-107、Ne-108編組），並更名為2100系，以取代1960年代前後啟用且車齡過舊的長野電鐵2000系電聯車。2100系於2011年（平成23年）2月26日正式投入服務。兩組列車除了被改裝為一人控制車輛外，車頭中央原本設置作為列車增節使用的貫通門，也在改裝的同時被取消封死。

## 外部連結
- 長野電鐵「雪猴」號特急列車 （日語）